# Sphaerostephanos potamios
Sphaerostephanos potamios är en kärrbräkenväxtart som beskrevs av Holtt. Sphaerostephanos potamios ingår i släktet Sphaerostephanos och familjen Thelypteridaceae. Inga underarter finns listade.